# Shadow of Memories
Shadow of Memories  (シャドウ·オブ·メモリー Shadou obu Memorīzu), también conocido como Shadow of Destiny en EE. UU., es un videojuego del género aventura gráfica desarrollado, publicado y distribuido por la empresa Konami para la consola PlayStation 2 en 2001. Originalmente apareció sólo en esta consola, pero en 2002 fue versionado para Xbox y Microsoft Windows por la empresa Runecraft. 
Una versión para PlayStation Portable fue puesta a la venta en Japón en octubre de 2009 y en enero de 2010 en los EE. UU.. Como novedad, esta versión cuenta con un nuevo doblaje.

## Sistema de juego
El objetivo de Shadow of Memories es guiar a Eike Kusch, personaje protagonista que el jugador controla, a través de la ciudad ficticia alemana Lebensbaum (Árbol de la Vida) en su viaje a través del tiempo para prevenir su propia muerte y desenmascarar a su asesino. El juego se desarrolla en tres partes: un prólogo, ocho capítulos y un epílogo. En el prólogo y cada capítulo, Eike muere, resucita gracias a un personaje no jugable llamado Homunculus, y viaja en el tiempo antes de su muerte, con la intención de cambiar los acontecimientos para impedirlo. Shadow of Memories carece de elementos de acción tradicionales, y Eike no puede atacar ni tiene un indicador de salud. Posee un aparato llamado Digipad, una herramienta de viajero en el tiempo entregado a Eike por Homunculus. Requiere unidades de energía para su funcionamiento, que el jugador puede encontrar repartidas por la ciudad. El modo de juego consiste principalmente en viajar por el tiempo través de diferentes épocas, búsqueda de pistas, y la interacción mediante diálogos con los personajes no jugadores. Las acciones y conversaciones efectuadas en un período de tiempo concreto, afectará a las futuras. Por ejemplo, si Eike elimina un sello de la mansión del hacendado en 1580, el sello no aparecerá en la época actual. 
Además, el juego muestra continuamente dos relojes digitales: uno muestra la hora de la época actual y otro indica la hora de la etapa temporal en la que el jugador se encuentra. La cantidad de tiempo que Eike pasa en las diferentes épocas también avanza en la actual. Las escenas de video y el diálogos conducen a numerosas variables de tiempo en el juego. Cuando el reloj llega en el momento de la muerte de Eike, los capítulos se reinician. Sin embargo, si Eike no está en su período de tiempo en el momento de su muerte, el juego termina.

## Sinopsis
Situado en un pueblo ficticio alemán llamado Lebensbaum (Árbol de la Vida), Shadow of Memories gira en torno a un hombre de 22 años de edad llamado Eike Kusch, quien muere en al principio del juego al ser apuñalado después de salir de un restaurante. Sin embargo, él es revivido por un misterioso personaje llamado Homunculus, que se ofrece a enviarlo de vuelta a tiempo para evitar su muerte y le da el Digipad para poder viajar en el tiempo. Eike puede viajar hasta a cuatro eras (2001, 1980, 1902 y 1580) en su intento de desenmascarar a su asesino y encontrar una manera de evitar su propio asesinato en varios puntos del presente. En el camino se encuentra con varios personajes: Dana, una camarera del presente quien, accidentalmente, viajan juntos al año 1580 y la pierde; la Pitonisa, que le dice a Eike la hora de su muerte; Eckart Brum, un doctor privado dueño de un museo de arte que perdió a su esposa y su pequeña hija en un tiroteo; Dr. Wolfgang Wagner, un alquimista que vive en 1580 con su esposa, Helena, y sus dos hijos, Hugo y Margarette; y Alfred Brum, el bisabuelo de Eckart.

## Finales
Shadow of Memories consta de ocho finales, seis de ellos disponibles en un primer momento. Los dos últimos podrán obtenerse al conseguir los seis primeros. Los finales se presentan en formato alfabético (Finales A, B, C, D y E), con la excepción del Final B que tiene dos variantes, y luego dos finales "EX" (extras) que explican o cierran las tramas que quedan sueltas en los anteriores finales.

## Desarrollo
Fue desarrollado por Konami Computer Entertainment Tokyo. Una demo jugable de Shadow of Memories fue mostrada en el Tokyo Game Show en septiembre del año 2000. En su etapa de desarrollo, el juego sufrió de varios cambios de nombre: The Day and Night of Walpurgisnacht, Days of Walpurgis y Time Adventure. Konami lanzó Shadow of Memories para PlayStation 2 en Japón el 22 de febrero de 2001, en América del Norte el 5 de marzo de 2001 y en Europa el 30 de marzo de 2001. En 2002, la ahora desaparecida desarrolladora Runecraft hizo una versión del juego para PC, mientras que una versión para Xbox apareció simultáneamente en Europa y Australia. Una versión para PlayStation Portable se lanzó en 2009 en Japón y en América del Norte.